# 阮光陽
阮光陽（1962年11月7日—），越南政治人物，是第十二屆越南共產黨中央委員會委員。

## 生平
曾任越共中央直属机关党委书记，2017年任越共薄寮省省委書記。2020年7月，不再担任越共薄寮省委书记，任越共中央组织部副部长。